# Elephanta (Wind)
Der Elephanta ist ein starker Wind, der von September bis Anfang November (also am Ende des Südwest-Monsuns) an der Malabarküste in Indien auftritt. Er weht hauptsächlich aus südlicher bis südöstlicher Richtung.
Siehe auch: Winde und Windsysteme